# Ак-Кавакская ГЭС-1
Ак-Кавакская ГЭС-1 (Аккавакская ГЭС-1, ГЭС Аккавак-1, ГЭС-10) — гидроэлектростанция в Узбекистане, в г. Ташкент. Расположена на реке Чирчик (деривационном канале Чирчикских ГЭС), входит в Чирчик-Бозсуйский каскад ГЭС, группа Чирчикских ГЭС. Одна из старейших электростанций Узбекистана, введена в эксплуатацию в 1943 году. Собственник станции — АО «Узбекгидроэнерго».

## Конструкция станции
Ак-Кавакская ГЭС-1 является деривационной гидроэлектростанцией с безнапорной подводящей деривацией в виде канала, плотин в составе сооружений не имеет. Установленная мощность электростанции — 39,7 МВт, среднегодовая выработка электроэнергии — 213,8 млн кВт·ч. Сооружения станции включают в себя:
- Шлюз-регулятор на отводящем канале Чирчикской ГЭС (возведённый в ходе её строительства), выполняющий функции головного сооружения, обеспечивающего забор воды в деривационный канал. Оборудован двумя водопропускными отверстиями с сегментными затворами;
- Подводящий деривационный канал трапецеидального сечения длиной 7595 м, шириной по дну на разных участках 12-19,73 м, пропускной способностью 220 м³/с. На протяжении 4202 м канал не облицован, на 3387 м — облицован бетоном;
- Головной регулятор арыка Ханым с расходом 15 м³/с;
- Головной регулятор арыка Зах с расходом 65 м³/с;
- Водозаборное сооружение первой очереди ГЭС, пропускной способностью 50 м³/с;
- Напорный бассейн первой очереди ГЭС, с холостым водосбросом;
- Водоприёмник первой очереди ГЭС;
- Напорный трубопровод первой очереди ГЭС;
- Холостой водосброс, состоящий из водоприёмника сифонного типа и быстротока. Пропускная способность водосброса в начальной части — 85 м³/с, в конечной части, после объединения с холостым водосбросом напорного бассейна — 125 м³/с. Расположен между водоприёмниками первой и второй очереди ГЭС;
- Аванкамера (водоприёмник) второй очереди второй очереди ГЭС;
- Металлический деривационный трубопровод второй очереди ГЭС длиной 160 м и диаметром 5,4 м;
- Металлический уравнительный резервуар диаметром 12 м и высотой 20 м;
- Металлический турбинный водовод второй очереди длиной 65 м и диаметром 5,4 м;
- Здание ГЭС (общее для первой и второй очередей);
- Отводящий канал длиной 891 м, пропускной способностью 125 м³/с, впадающий в канал Бозсу.

В здании ГЭС установлены два вертикальных гидроагрегата. До завершенной в 2023 году модернизации, в ходе которой были заменены гидроагрегаты, они имели следующие параметры: гидроагрегат первой очереди имел мощность 10,7 МВт, работал на напоре 28,25 м, был оборудован радиально-осевой турбиной с диаметром рабочего колеса 2,5 м, пропускной способностью 45 м³/с. Гидроагрегат второй очереди имел мощность 24 МВт, работал на напоре 35,5 м, был оборудован поворотно-лопастной турбиной с диаметром рабочего колеса 3,875 м, пропускной способностью 45 м³/с. Здание ГЭС было оборудовано двумя мостовыми кранами грузоподъёмностью по 75 тонн. Гидроагрегат первой очереди выдавал электроэнергию на напряжении 6,6 кВ на силовой трансформатор ТД-15000/35, гидроагрегат первой очереди — на напряжении 10,4 кВ на силовой трансформатор ТД-31500/35. С трансформаторов электроэнергия выдаётся в энергосистему через открытое распределительное устройство (ОРУ) напряжением 35 кВ.

## История
После начала Великой Отечественной войны было принято решение о строительстве в Ташкенте пяти новых гидроэлектростанций: Актепинской, Ак-Кавакской № 1, Кибрайской, Саларской и Нижне-Бозсуйской № 1. Возвести станции предполагалось в максимально короткие сроки, с частичным использованием оборудования, эвакуированного с гидроэлектростанций Северо-Запада России (Кондопожской, Нижне-Туломской, Нива-2). Согласно схеме энергетического использования Чирчика на участке, где в итоге была возведена Ак-Кавакская ГЭС-1, изначально планировалось построить Троицкую ГЭС с напором 40 м и расходом воды 260 м³/с. Учитывая необходимость скорейшего ввода станции в эксплуатацию, было принято решение о возведении гидроэлектростанции в две очереди. Строительство Ак-Кавакской ГЭС-1 было начато в конце 1941 года (по другим данным, в 1942 году), первая очередь станции была пущена в марте 1943 года, при этом на станции был смонтирован гидроагрегат, эвакуированный с Нижне-Туломской ГЭС. Таким образом, строительный период занял, по разным данным, всего 8 или 15 месяцев. При сооружении первой очереди был использован существующий ирригационный канал Зах, что ограничило напор на первой очереди величиной 28,25 м. Вторая очередь станции была введена в эксплуатацию в июле 1951 года, а в апреле 1957 года Ак-Кавакская ГЭС была выведена на полную мощность 35,2 МВт после завершения расширения подводящего канала. Проектная мощность и выработка ГЭС, составлявшие соответственно 36,8 МВт и 232 млн кВт·ч, достигнуты не были. По состоянию на 2019 год, мощность ГЭС составляла 34,7 МВт, среднегодовая выработка электроэнергии — 172 млн кВт·ч.
В апреле 2019 года было утверждено технико-экономическое обоснование проекта модернизации станции, проект планировалось реализовать за счёт кредита Эксимбанка Китая, а также собственных средств «Узбекгидроэнерго». Общая стоимость проекта оценивается в $18,6 млн, работы были начаты в 2020 году и завершены в 2023 году. В результате модернизации были увеличены мощность станции и выработка электроэнергии.